# Albert von Sax
Albert von Sax (* um 1370; † 1406) war ein Schweizer Freiherr und Graf. Er war Sohn des Freiherrn Kaspar von Sax und dessen Ehefrau Elisabeth von Rhäzüns, Bruder des Johann von Sax. Als Herr von Lumnezia, Foppa und Flims beteiligte er sich an dem Bündnissystem, das sich um 1400 in den rätischen Rheintälern entwickelte. Am 14. Februar 1395 schloss er mit dem Abt und der Gemeinschaft von Disentis sowie dem Herrn von Rhäzüns und seinen Äbten ein Bündnis (später Grauer Bund genannt), dem sich sofort die Grafen von Werdenberg-Sargans (Februar 1395) und später die Grafen von Werdenberg-Heiligenberg (1399) und der Kanton Glarus (1400) anschlossen.
Als einziger Unterzeichner aller Bündnisverträge wurde Albert ab 1400 von seinen Brüdern Giovanni und Donato unterstützt. Nach dem Tod des Herzogs von Mailand Gian Galeazzo Visconti eroberten die von Sax 1403 Bellinzona. Durch einen Pakt von Comborghesia mussten sie die Stadt ab 1406 den Eidgenossen offen halten, die inzwischen die Valle Leventina besetzt hatten. Albert wurde im Fiorenzana-Turm in Grono ermordet, dem Sitz einer kollateralen (promilanesischen?) Linie der Familie.